# Rehab Nation
A Rehab Nation egy 2010 végén alakult kolozsvári együttes. A zenekar stílusötvözete magába foglalja a ska-punk, reggae és balkáni irányzatokat is, számaiknak pedig angol, magyar, román, francia és spanyol szövege is van.
Első lemezüket, az Internationalt, 2011 májusában adták ki. A tagok saját próbatermükben vették fel mind a 12 számot. A lemezt népszerűsítő koncertkörútjuk 2012-ig nyúlt, számos fellepéssel egész Románia, de Magyarország területén is. 2011-ben két nagy fesztiválon is felléptek: az V. IRAF-on (International Romani Art Festival), illetve a Félsziget tehetségkutatóján is. Aktivitásuk alatt felléptek a Dubioza Kolektivvel, a The Toasterszel, valamint az Anima Sound Systemmel.
2012-ben újból fellépnek a Félszigeten, valamit a verespataki FânFesten is; őszre pedig az új stúdió EP-jükkel készülnek előállni, ezúttal már teljes felállásban a lemezen.

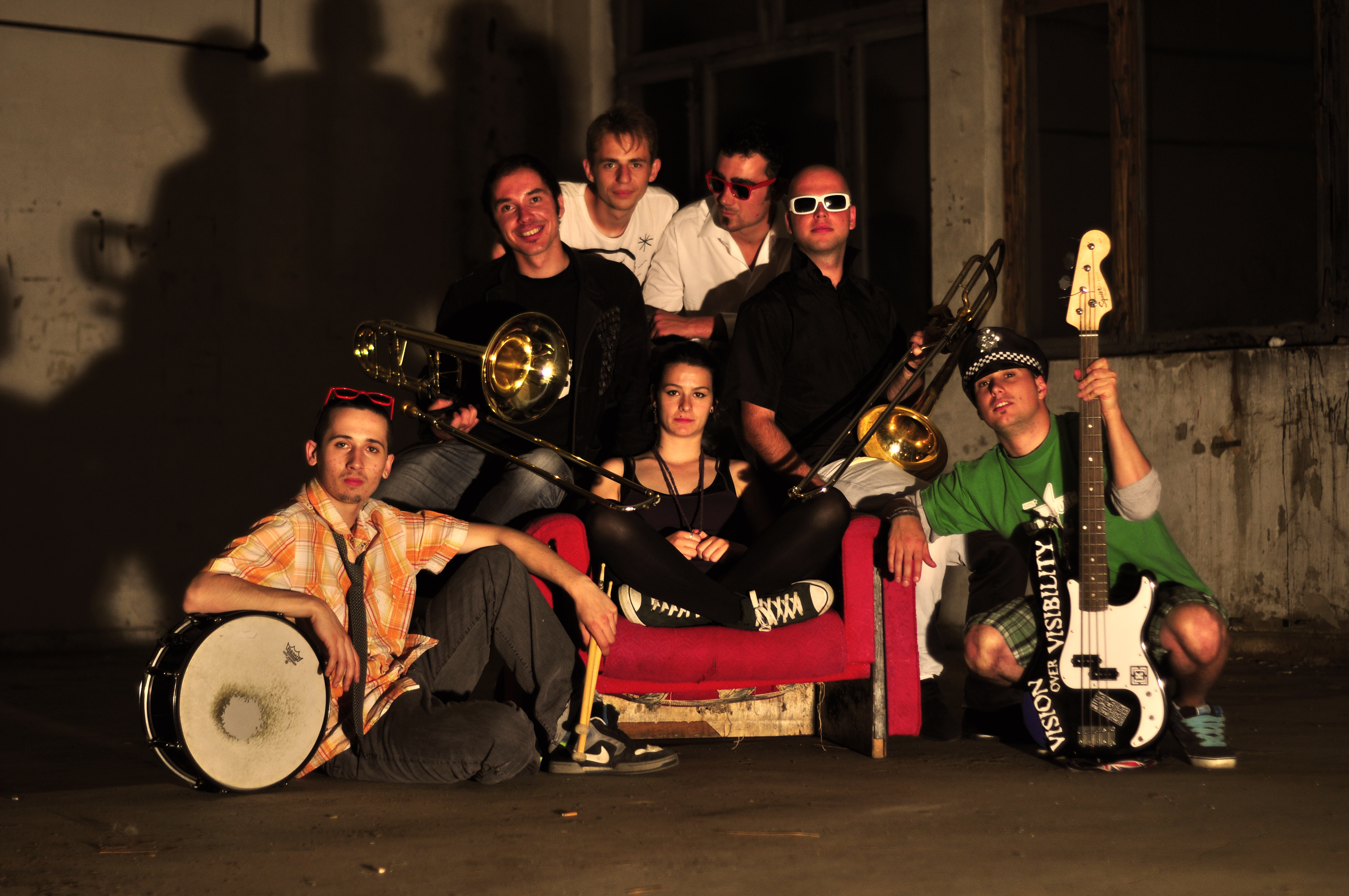
A Rehab Nation együttes

## Diszkográfia

### Lemezek
- International (2011)
- TBD (2012)

### Demók és kislemezek
- Train (2011)
- No Fear (2011)

## Tagok
- Hosszú Áron
- Gagyi Botond
- Zsigmond Norbert
- Kis Tamás
- Denes Fabian
- Szallós Attila
- Turák Botond
- Horváth Hannah

## Sajtó
- Click. Recenzie. Recenzie Audio. Rehab Nation. International - CZB. 23/02/2012
- Click. Cronica. Rehab Nation. Cluj. 26.IAN.2012[halott link] - CZB. 27/01/2012
- O noapte „dubioază” la Circ[halott link] - FlipFlop. 28/01/2012
- Fete, fete… pe scena din Irish & Music Pub - FlipFlop. 13/11/2011
- Byte. Stiri. Peninsula 2011. Talent Stage. Premianții concursului Live[halott link] - CZB. 14/09/2011
- Byte. Parerea Mea. 2011.IUL.15. CJ. Rehab Nation vs Kumm[halott link] - CZB. 16/07/2011
- R.I.O.T. helyett Rehab Nation[halott link] - Szabadság. 17/06/2011
- Interviu Rehab Nation - MptyZine. 26/05/2011
- Zoom. Interviuri. Interviu RO. Rehab Nation (ska-punk, Cluj)[halott link] - CZB. 09/05/2011
- Zoom. Artisti. Artist Roman. Rehab Nation[halott link] - CZB. 04/05/2011
- Rehab Nation Liberte - MptyZine. 15/04/2011